# Jaén (Espagne)
Pour les articles homonymes, voir Jaén.

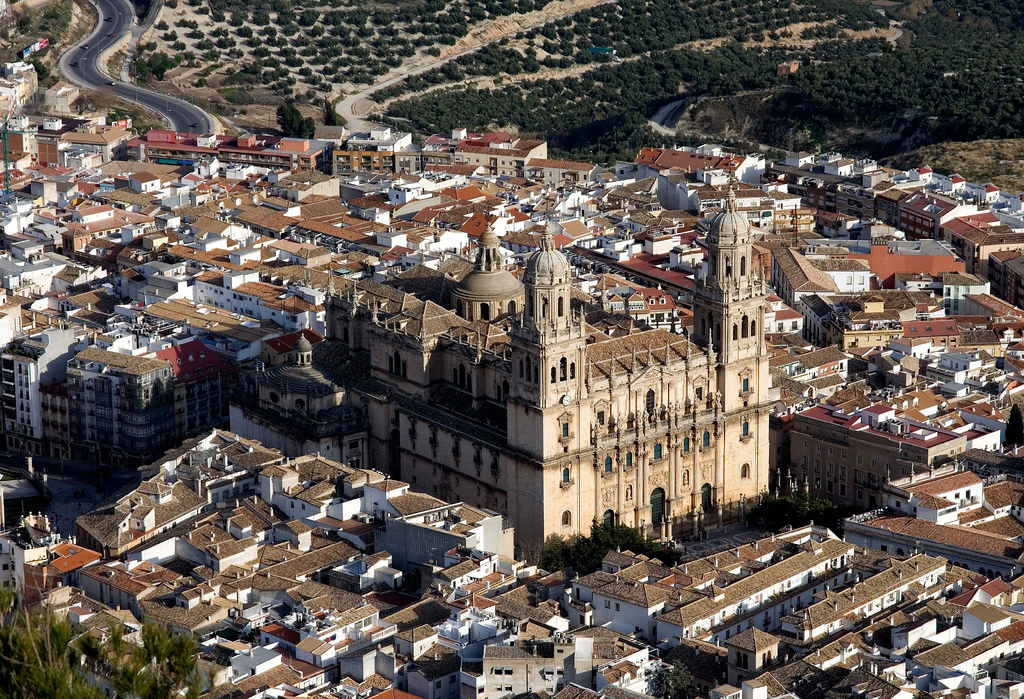
Cathédrale Notre-Dame-de-l'Assomption.

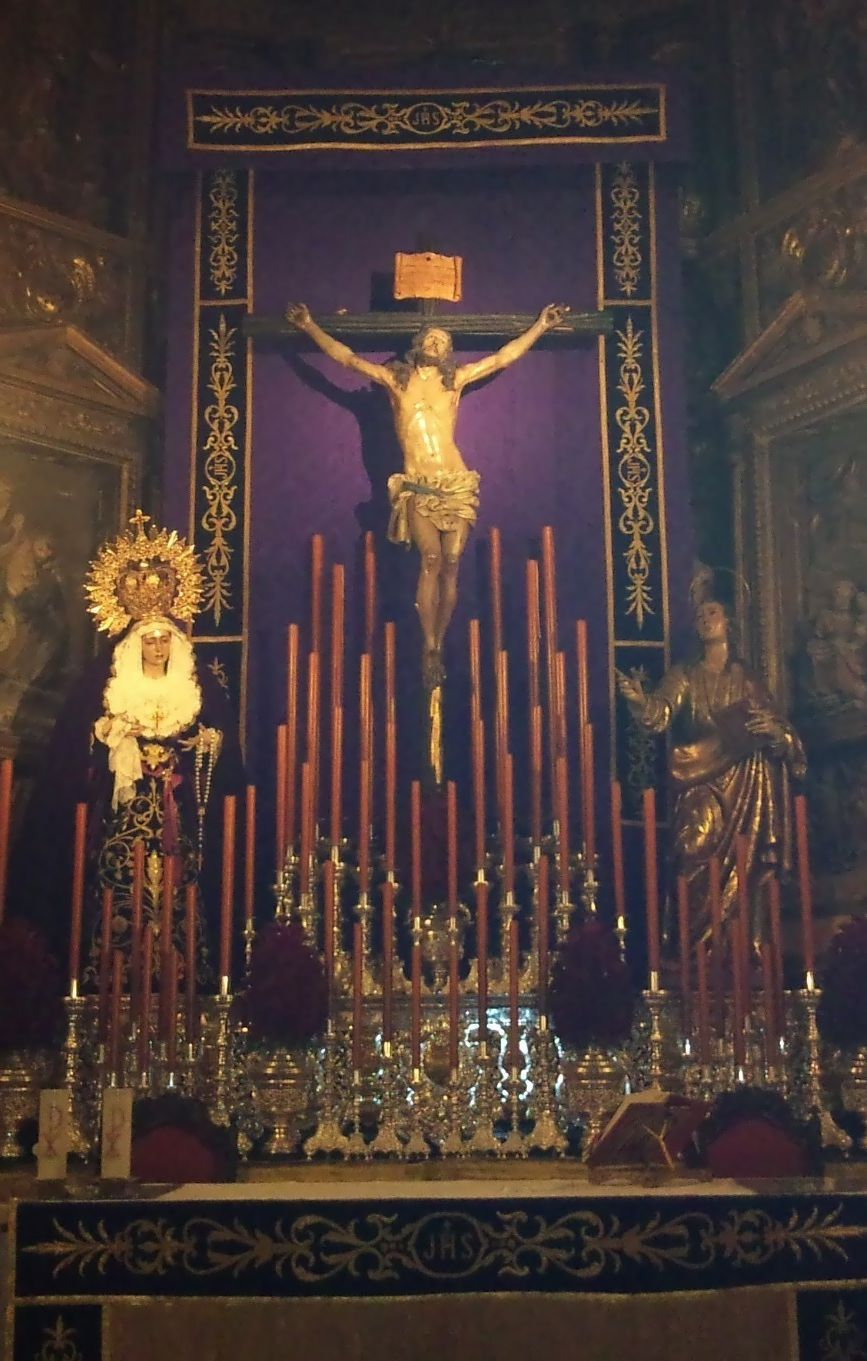
Intérieur de l'église de San Bartolomé

Jaén est une ville espagnole ainsi qu'une Commune, capitale de la province du même nom, au nord-est de l'Andalousie. Sa population, estimée en 2009 à 116 557 habitants, représente environ un sixième de la population totale de la province. La ville est encadrée par l'aire métropolitaine de Jaén, dont elle fait partie, et qui compte un tiers de la population totale de la province de Jaén.
Elle est considérée par certains comme la ville la plus ancienne d'Europe : c'est ainsi que sa municipalité la présente dans sa communication touristique.
Malgré le titre auto-proclamé de capitale mondiale de l'huile d'olive, l'activité économique de la ville est basée sur plusieurs secteurs, comme les services, l'administration, l'industrie agroalimentaire, le bâtiment et un tourisme culturel naissant.
La ville de Jaén se dresse au pied de la Colline Sainte-Catherine (Cerro Santa Catalina), et reste très marquée par l'urbanisme médiéval : placettes et ruelles au tracé irrégulier s'adaptant au caractère fortement pentu du site définissent l'aspect du centre historique. La cité est d'ailleurs dominée par la silhouette de la forteresse médiévale bâtie au sommet de la colline. Jaén se situe au sein d'une région aux terres fertiles, traversées par le fleuve Guadalquivir. Vers le sud et le sud-est se trouvent la Sierra de Jaén et le mont Jabalcuz qui enserrent la ville. Au nord de la ville s'étend la vallée du Guadalbullón, rivière qui passe à proximité de la ville.

## Toponymie
Selon une hypothèse plausible quant à l'étymologie de ce toponyme, il viendrait du nom latin villa Gaiena, la ville de Gaius (colon romain), à travers la forme arabe Jayyān qui était en usage durant la période musulmane. Il est important cependant de rappeler que le nom sous lequel était connu la ville sous le califat de Cordoue était Hadira.

## Milieu physique

### Localisation
| Nord-ouest : Cazalilla                   | Nord : Mengíbar y Villatorres | Nord-est : Begíjar                               |
| Ouest : Fuerte del Rey y Torre del Campo |                               | Est : Mancha Real, La Guardia de Jaén, Pegalajar |
| Sud-ouest : Los Villares                 | Sud : Valdepeñas de Jaén      | Sud-est : Campillo de Arenas                     |

### Relief
Le site de Jaén fait qu'une sensible différence d'altitude existe entre les quartiers, ainsi le quartier de Las Lagunillas se situe à 420 m d'altitude et le Château de Sainte-Catherine à 815 m. Ces différences sont accentuées du fait de l'étendue de la commune : l'altitude y varie de 200 m dans le quartier de Las Infantas jusqu'à 1 872 m à La Pandera, au Sud.

### Climat
Le climat est un climat méditerranéen continental : froid en hiver, avec des minimales atteignant jusqu'à 3 °C, avec des gelées abondantes ; et chaud en été, avec des températures atteignant 40 °C. L'oscillation thermique est importante durant toute l'année, dépassant parfois les 20 °C en une journée. Les pluies, très peu abondantes en été, sont concentrées durant les mois hivernaux, vers la fin de l'automne ainsi qu'au début du printemps.
| 1931-1980            | janvier | février | mars | avril | mai  | juin | juillet | août | septembre | octobre | novembre | décembre | Moy. |
| -------------------- | ------- | ------- | ---- | ----- | ---- | ---- | ------- | ---- | --------- | ------- | -------- | -------- | ---- |
| Temp. max. moy. (°C) | 12      | 13,8    | 16,6 | 19,9  | 24,1 | 29,9 | 34,5    | 34   | 29,3      | 22,5    | 16,5     | 12,5     | 22,1 |
| Temp. min. moy. (°C) | 4,7     | 5,6     | 7,3  | 9,5   | 12,8 | 16,9 | 20,5    | 20,5 | 17,6      | 12,8    | 8,3      | 5,2      | 11,8 |
| Précipitations (mm)  | 75      | 80      | 83   | 61    | 49   | 20   | 4       | 5    | 28        | 54      | 57       | 76       | 49   |

## Histoire

### Préhistoire

#### Les origines
Les lointaines origines de Jaén remontent, si nous nous en tenons à l'archéologie, à l'époque chalcolithique. Le gisement de Marroquíes Bajos, le plus remarquable de tous ceux qui entourent la ville, a révélé un macro-village, qui a atteint son apogée 2500 ans av. J.-C., organisé en 5 cercles concentriques, avec un système de murailles, de palissades et de fossés d'eau dans chacun de ces cercles, et une surface qui oscille entre 120 hectares certains et 270 probables. Ce village a été mis en relation avec la légende de l'Atlantide, en raison de sa concentricité comparable à la description de Platon dans le Critias,,.
Des restes archéologiques trouvés au mont Sainte-Catherine, dans le Caño Quebrado et les Marroquíes Bajos, l'actuelle rue de Cristo Rey, lient les premières installations à la culture de El Argar avant le IIe millénaire av. J.C. Aux alentours abondent les peintures rupestres, incluant des restes d'architecture mégalithique,.

### Antiquité

#### Période ibérique
Durant la période protohistorique se détache la colline de la Plaza de Armas de Puente Tablas, un oppidum ibérique (population vivant sur un plateau fortement fortifié) de Puente Tablas, abandonné avant les Guerres puniques. Les excavations réalisées dans cette enclave ont déterminé l'existence d'un mur échelonné, avec des tours avancées faites de grandes pierres de taille, ce qui a donné son nom de place d'armes.
Il y eut d'importantes découvertes de céramiques à bord brisé et tourné datant de la fin du Ve siècle à la fin du IVe siècle av. J.-C. Le lieu ne s'est pas romanisé, et il y a même des restes de cultures tartésienne et médiévale.
Les restes archéologiques témoignent également de présence ibérique dans le voisinage du château de Sainte-Catherine.

#### Période punique
Située à un point de passage stratégique, Jaén a eu très tôt des Phéniciens et des Grecs comme habitants, et donc comme protagonistes historiques.
La conquête carthaginoise du Guadalquivir aurait commencé en 237 av. J.C et se serait prolongée jusqu'en 231. La conséquence immédiate de cette présence fut la prompte exploitation des gisements de minerais de la Sierra Morena.
D'emblée, Jaén est devenue pour Hannibal et les Carthaginois une place forte, dont la population accrue devint plus forte et plus riche, jusqu'à en terroriser les Romains.

#### Période romaine

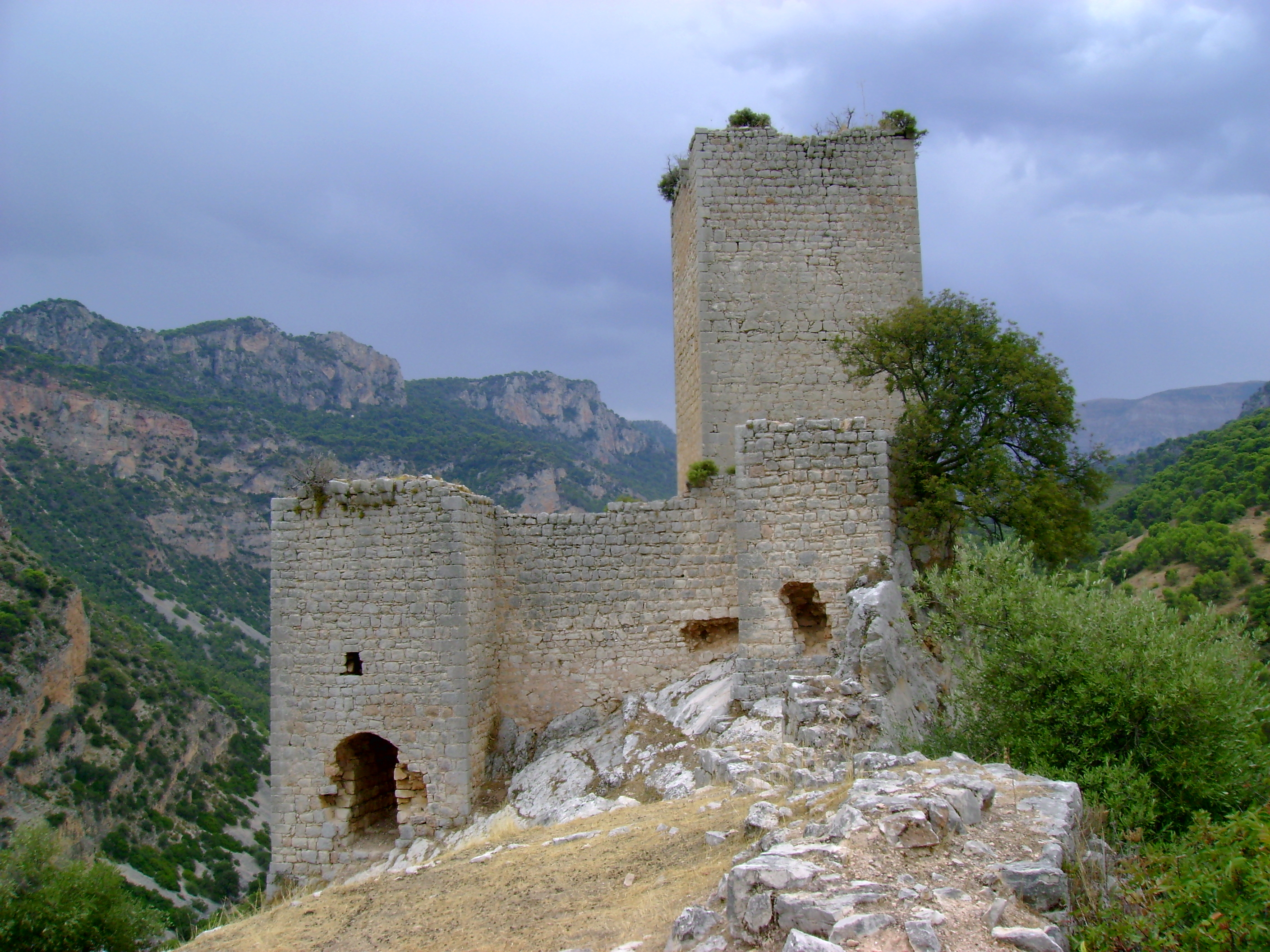
La tour du château Otinar.

Vers 207 av. J.C., la ville est prise aux Carthaginois par Scipion l'Asiatique. Tite-Live l'a décrite comme une ville opulente, recevant divers noms : Auringe, Elinga, Advinge, Nijis, Orongis.
Ce n'était pas une ville très grande. Elle s'érigeait autour du torrent de la Madeleine, cœur de la ville antique, et peu de restes urbains nous sont restés : à peine quelques mosaïques au sein du Musée de Jaén. Il y a également des vestiges de cette époque au sein du gisement de Marroquíes Bajos.

### Temps modernes
Combat de Jaén, le 13 septembre 1823 durant l'expédition d'Espagne.

### XIXesiècle
La Linares Lead Mining Company est fondée dès 1849 par des industriels britanniques des mines de plomb du nord de l'Angleterre, à Jaén, mais elle est confrontée à ses débuts à des problèmes de minerai, d'énergie et de transport. Elle a été précédée de deux ans par une Sté des Mines de Cuivre et de Plomb de Linarès, française.

## Politique et administration
La ville de Jaén comptait 113 457 habitants aux élections municipales du 26 mai 2019. Son conseil municipal (en espagnol : Pleno del Ayuntamiento) se compose donc de 27 élus.

### Maires
| Mandat    | Maire | Maire                                                                          | Parti | Majorité |
| --------- | ----- | ------------------------------------------------------------------------------ | ----- | -------- |
| 1979-1983 |       | Emilio Arroyo López (es)                                                       | PSOE  | 10 / 25  |
| 1983-1987 |       | Emilio Arroyo López (es) José María de la Torre Colmenero (es) (1986)          | PSOE  | 14 / 25  |
| 1987-1991 |       | José María de la Torre Colmenero (es)                                          | PSOE  | 11 / 27  |
| 1987-1991 |       | Alfonso Sánchez Herrera (es)                                                   | AP    | 11 / 27  |
| 1991-1995 |       | José María de la Torre Colmenero (es)                                          | PSOE  | 12 / 27  |
| 1995-1999 |       | Alfonso Sánchez Herrera (es)                                                   | PP    | 15 / 27  |
| 1999-2003 |       | Miguel Sánchez de Alcázar (es)                                                 | PP    | 14 / 27  |
| 2003-2007 |       | Miguel Sánchez de Alcázar (es)                                                 | PP    | 14 / 27  |
| 2007-2011 |       | Carmen Peñalver                                                                | PSOE  | 12 / 27  |
| 2011-2015 |       | José Enrique Fernández de Moya                                                 | PP    | 16 / 27  |
| 2015-2019 |       | José Enrique Fernández de Moya Francisco Javier Márquez Sánchez (es) (11/2015) | PP    | 12 / 27  |
| 2019-2023 |       | Julio Millán (es)                                                              | PSOE  | 11 / 27  |
| 2023-2027 |       | Agustín González                                                               | PP    | 14 / 27  |
| 2023-2027 |       | Julio Millán (es)                                                              | PSOE  | 14 / 27  |

## Monuments
De par son histoire, la ville étant de fondation ancienne, il est possible de voir des bâtiments de toutes périodes. Par exemple :
- le château : structure qui surplombe la ville, fondé par Hannibal sur une tour, il y eut des apports successifs, le vieux château où le roi habitait fut fondé par Mohammed ben Nazar, la tour par Ferdinand III de Castille ;
- les bains arabes, parmi les plus importants d'Europe, furent créés par Abd al-Rahman II ;
- le palais de Villardompardo de la fin du XVIe siècle, construit par le vice-roi du Pérou Fernando Torres y Portugal, est aujourd'hui musée des arts populaires, et celui des arts naïfs ;
- les restes de la muraille qui ceinturait la ville avec ses douze portes ;
- le palais provincial qui fut la résidence de Ferdinand III de Castille ;
- le monument commémoratif des batailles de Las Navas de Tolosa et de Bailén ;
- le château de Otinar qui recèle des trésors archéologiques avec des peintures rupestres, un dolmen, des ruines de l'âge du bronze et une forteresse médiévale ;
- la cathédrale Notre-Dame-de-l'Assomption en voie de classement au patrimoine mondial de l'UNESCO, de conception Renaissance en grande partie l'œuvre de Andrés de Vandelvira ;
- l'église Saint-André, ancienne synagogue, sur une base wisigothique ;
- l'église du Christ-Roi, siège de la Fraternité du Silence ;
- le couvent royal de Saint-Dominique, auparavant un collège et à présent le siège des archives ;
- le quartier juif avec une atmosphère médiévale ;
- l'hôpital de Saint-Jean de Dieu qui est la réunion de deux anciennes bâtisses du XVIe siècle ;
- l'ancienne université ;
- le palacio de los Vilches, construit vers 1600-1605.

## Transports
La ville possède un réseau de tramways, inauguré en 2011 mais jamais mis en service.

## Personnalités nées à Jaén
- Francisco Hidalgo (1929-2009), dessinateur et photographe.
- Fausto Olivares (1940-1995), peintre.
- Enrique García-Berro (1959-2017), astrophysicien.
- Manuel Ángeles Ortiz (1895-1984), peintre.

## Personnalités liées à Jaén
- Joan Josep Laguarda i Fenollera (1866-1913), coprince d'Andorre de 1902 à 1906, évêque de Jaén de 1906 à 1909, puis de Barcelone de 1909 à sa mort.